# Гюльбекова, Эльпида Георгиевна
Эльпида Георгиевна Гюльбекова (10 июня 1923 — 31 августа 2020) — передовик советского сельского хозяйства, звеньевая колхоза имени Тельмана Ессентукского района Ставропольского края, Герой Социалистического Труда (1948).

## Биография
Родилась 10 июня 1923 года в селе Санамер, ныне Цалкского района Грузии в греческой семье.
В 1938 году переселились в Предгорный район Ставропольского края в посёлок имени Тельмана.
Окончив семь классов школы стала трудиться в местном колхозе. В 1945 году возглавила звено полеводов в бригаде №1. По итогам уборки урожая в 1947 году её звено получило высокий урожай пшеницы - 30,95 центнеров с гектара на площади 33 гектара. Помимо этого её звено ещё проводило работы на 12,5 гектарах подсолнечника и кукурузы.
Указом Президиума Верховного Совета СССР от 30 января 1948 года за получение высоких показателей в сельском хозяйстве и рекордные урожаи зерновых Эльпиде Георгиевне Гюльбековой было присвоено звание Героя Социалистического Труда с вручением ордена Ленина и золотой медали «Серп и Молот».
Продолжала работать в колхозе, добивалась высоких результатов. В 1968 году она стала инвалидом 2-й группы, но продолжала работать в колхозе. С 1984 года на пенсии.
Проживала в посёлке Санамер Предгорный района Ставропольского края. Скончалась 31 августа 2020 года.

## Награды
За трудовые успехи была удостоена:
- золотая звезда «Серп и Молот» (30.01.1948)
- орден Ленина (30.01.1948)
- другие медали.